# IOS 18
iOS 18 — вісімнадцятий і поточний основний випуск операційної системи iOS для iPhone від Apple. Її було анонсовано 10 червня 2024 року на Worldwide Developers Conference (WWDC). Вона стала доступною 16 вересня 2024 року як безплатне оновлення програмного забезпечення для підтримуваних пристроїв iOS. Ця версія є прямим наступником iOS 17 та передвісницею iOS 26 і була представлена разом з iPadOS 18, macOS Sequoia, watchOS 11, visionOS 2 та tvOS 18.

## Системні функції

### Штучний інтелект
Платформа Apple Intelligence доступна в iOS 18 для моделей iPhone 15 Pro та iPhone 15 Pro Max, а також для майбутніх моделей iPhone 16 і iPhone 16 Pro. Apple Intelligence додає можливості штучного інтелекту та інтеграцію з великими мовними моделями до Siri та інших функцій операційної системи, таких як додаток Фотографії.

### Повідомлення
iOS 18 підтримує Rich Communication Services (RCS) у підтримуваних розмовах, включаючи підтвердження прочитання та підтримку обміну мультимедійними файлами високої якості на різних платформах. Як і SMS, RCS позначається зеленими бульбашками повідомлень і кнопками для відрізнення від синіх повідомлень iMessage. Раніше Apple відмовлялася від впровадження RCS в iOS.
У 2022 році, після запитання про можливе впровадження RCS на iPhone для підвищення сумісності з Android, Тім Кук зазначив, що користувачі iPhone не виявляли зацікавленості у впровадженні RCS і запропонував, як вирішення, просто перейти на iPhone, щоб користуватися iMessage. Людина, яка поставила запитання, пояснила, що користується iPhone, тоді як її мати — Android. Тім Кук жартівливо відповів: «Купіть мамі iPhone», що викликало великий резонанс. Ця цитата пізніше була згадана в антимонопольному позові проти Apple Inc., поданому Міністерством юстиції США.

### Фотографії
iOS 18 включає значний редизайн програми Фотографії. Слайд-шоу, відомі як колекції, тепер автоматично створюються й відображаються у верхній частині екрана.

### Початковий екран
iOS 18 дозволяє користувачам налаштовувати колір іконок, їхнє положення та розмір на початковому екрані. Також доступні темні версії перших додатків Apple та багатьох сторонніх. Попередні версії iOS використовували сітку для розміщення іконок, а тепер користувачі можуть розміщувати їх у будь-якому місці. Віджети додатків можна змінювати на місці або зменшувати до звичайної іконки.
У серпні 2024 року було представлено нову функцію, яка дозволяє користувачам редагувати початковий екран iPhone через функцію iPhone Mirroring. Вона доступна в останніх бета-версіях iOS 18 та iOS 18.1.

### Центр керування
iOS 18 отримала редизайн Центру керування з можливістю створення кількох сторінок з елементами керування, масштабованими кнопками та підтримкою сторонніх елементів керування.

### Паролі
Apple представила новий додаток Паролі — менеджер паролів, призначений для спрощення керування паролями для вебсайтів, додатків, Wi-Fi та кодів підтвердження. Цей додаток натхненний розділом «Паролі» в Параметрах і синхронізується з ним.

### Блокування/приховування додатків
В iOS 18 користувачі можуть блокувати або приховувати додатки. Заблоковані додатки вимагають підтвердження пароля або біометричної аутентифікації для запуску. Приховані додатки переміщуються в спеціальну папку «Приховані» в Бібліотеці програм, і доступ до цієї папки також вимагає пароля або біометричної аутентифікації. Приховані додатки не відображаються в інших місцях на телефоні, таких як підказки Siri та в додатку Параметри.

## Підтримувані пристрої
Усі iPhone, що підтримували iOS 17, також підтримують iOS 18. Однак рівні підтримки різняться залежно від системи на чипі пристрою.
Нові функції Apple Intelligence потребують iPhone з процесором A17 Pro або новішим, які доступні лише на iPhone 15 Pro та iPhone 15 Pro Max.
iPhone з процесорами A12 Bionic та A13 Bionic мають обмежену підтримку, тоді як пристрої з процесорами A14 Bionic і новішими мають повну підтримку, але без функцій Apple Intelligence.
iPhone, що підтримують iOS 18:
- iPhone XS та XS Max
- iPhone XR
- iPhone 11
- iPhone 11 Pro та 11 Pro Max
- iPhone SE (2-го покоління)
- iPhone 12 та 12 Mini
- iPhone 12 Pro та 12 Pro Max
- iPhone 13 та 13 Mini
- iPhone 13 Pro та 13 Pro Max
- iPhone SE (3-го покоління)
- iPhone 14 та 14 Plus
- iPhone 14 Pro та 14 Pro Max
- iPhone 15 та 15 Plus
- iPhone 15 Pro та 15 Pro Max
- iPhone 16 та 16 Plus
- iPhone 16 Pro та 16 Pro Max

## Історія випуску
|  | Попередній випуск |  | Поточний випуск |  | Поточний бета-випуск |  | Оновлення безпеки |

| Версія      | Збірка   | Дата випуску    | Примітки до випуску                                        |
| ----------- | -------- | --------------- | ---------------------------------------------------------- |
| 18.0        | 22A3351  | 20 вересня 2024 | Початковий випуск для iPhone 16 та iPhone 16 Pro           |
| 18.0        | 22A3354  | 16 вересня 2024 | Документація для розробників (англ.)                       |
| 18.1 Beta 3 | 22B5034e | 28 серпня 2024  | Примітки до випуску (англ.) Лише для моделей iPhone 15 Pro |
| 18.1 Beta 3 | 22B5034o | 11 вересня 2024 | Лише для моделей iPhone 16 та 16 Pro                       |